# Maja Kjellin
Ester Maria "Maja" Kjellin, född Jansson 4 februari 1898 i Örebro, död 13 december 1971 i Göteborg, var en svensk läkare och stadshistoriker. Hon var dotter till fabrikör Hjalmar Jansson och Julia, född Lundbäck. Gift 1924 med läkaren Gösta Kjellin. Barn: Anders, Bror, Kerstin och Birgit. Kjellin anses vara en av Göteborgs främsta skildrare av stadens äldre historia.
Maja Kjellin blev student vid Karolinska Institutet i Stockholm 1917, medicine kandidat där 1920, medicine licentiat vid Lunds universitet 1928 samt filosofie licentiat vid Göteborgs högskola 1948. Hon verkade som läkare på olika platser och till sist i Lidköping, där hon bland annat blev chef för en av de fyra första barnavårdsbyråerna i landet. Flytten gick i mitten av 1940-talet till Göteborg, där Kjellin 1948 blev filosofie licentiat i konsthistoria och konstteori på avhandlingen A. W. Edelsvärds insats i Göteborgs byggnadshistoria.
Den 18 mars 2004 beslutade Kulturnämnden i Göteborgs Stad, att namnge en gångväg i Nya Allén till "Maja Kjellins Gångväg".